# Anton Poelstra
Anton Poelstra (1940) is een Nederlands voormalig korfballer en korfbalcoach. Poelstra won als speler en coach Nederlandse titels met ROHDA.
Zijn zoon, Taco Poelstra was ook speler/coach die tevens de prijs won van Korfballer van de Eeuw.

## Spelerscarrière
Poelstra speelde korfbal bij de Amsterdamse club ROHDA, waar hij op 22-jarige leeftijd, in seizoen 1962-1963 debuteerde in het eerste team. Op dat moment speelde hij samen met zijn broer Cees Poelstra, maar ook met ROHDA-iconen zoals Cees van Lunteren en Wim de Vries.
Al in zijn eerste seizoen pakte Poelstra een Nederlandse titel, want ROHDA werd in de veldcompetitie 1e in de Hoofdklasse A. Hier was wel een beslissingsduel voor nodig, want aan het eind van de competitie stond ROHDA op een gedeelde eerste plaats, samen met Westerkwartier. Dit beslissingsduel, dat op 19 juni 1963 werd gespeeld, werd gewonnen door ROHDA met 7-5, waardoor ROHDA eerste werd en zich plaatste voor de veldfinale. Tegenstander in de finale was het Rotterdamse Het Zuiden. In de best-of-3-serie won ROHDA in twee wedstrijden, waardoor de ploeg Nederlands veldkampioen was.
In het seizoen erna, 1963-1964, had ROHDA een sterk seizoen. ROHDA won de Nederlandse zaaltitel en in de veldcompetitie stond de ploeg wederom in de finale. In de best-of-3-serie was AKC Blauw-Wit de tegenstander. Wedstrijd 1 eindigde gelijk met 5-5, waardoor de tweede wedstrijd automatisch beslissend zou worden. In dit duel verloor ROHDA nipt met 7-6, waardoor het net niet ook de veldkampioen van 1964 werd.
In seizoen 1964-1965 deed ROHDA het wederom goed. Ook in dit zaalseizoen werd de Nederlandse titel behaald. De veldcompetitie was vanaf dit seizoen anders opgezet dan de jaren ervoor. Vanaf dit seizoen was het veldcompetitie slechts één poule met twaalf teams, waarbij er geen finale gespeeld werd. Simpelweg de ploeg die na de competitie bovenaan stond, was kampioen. Na de 22 competitiewedstrijden stond ROHDA op een gedeelde eerste plaats, samen met LUTO. Er moest een beslissingsduel worden gespeeld om te bepalen welke ploeg eerste zou worden en dus het kampioenschap zou winnen. Deze wedstrijd werd gespeeld op 14 juni 1965 en stond na de reguliere speeltijd 4-4. Na de verlenging stond het 6-6, waardoor de wedstrijd besloten moest worden via strafworpen. LUTO won deze serie en werd zodoende landskampioen op het veld.
ROHDA kreeg sportieve wraak in het seizoen erna, 1965-1966. In dit seizoen stond ROHDA in de veldcompetitie na alle wedstrijden alleen bovenaan, waardoor de Nederlandse veldtitel terug had gewonnen.
Hierna volgden een aantal seizoenen zonder titel, maar in 1967 werd een nieuw toernooi opgezet, namelijk de Europacup. Dit was een veldkorfbaltoernooi met zes teams die zouden strijden om de Europacup, de eerste Europese korfbalprijs. Er was voor gekozen om drie verschillende landen te laten deelnemen: twee teams uit elk land. De Nederlandse teams waren ROHDA en Ons Eibernest, ATBS en Scaldis uit België en Mitcham en Thornton uit Engeland. Dit toernooi werd gespeeld in Londen en ROHDA won zijn twee eigen poulewedstrijden. De finale werd een Nederlands onderonsje, want ook Ons Eibernest had de poulewedstrijden gewonnen. In de finale won Ons Eibernest met 4-2, waardoor ROHDA net naast de eerste Europacup greep.
Twee jaar later was ROHDA deelnemer aan de Europacup van 1969. De opzet was niet veranderd en weer was de finale een duel tussen de twee Nederlandse teams, in dit geval ROHDA tegen AKC Blauw-Wit. In de finale won Blauw-Wit met 3-2.
In 1972 was het wel raak voor ROHDA, want de ploeg nam deel aan de Europacup van 1972. In de finale won ROHDA van Ons Eibernest met 4-2 en won zodoende de eerste keer in de clubhistorie de Europacup. Dat het toernooi in Amsterdam werd gespeeld, was extra mooi voor ROHDA.
In de eigen competitie had de ploeg het wel lastig. Zo eindigde ROHDA in seizoen 1973-1974 in de zaalcompetitie als zevende, wat degradatie betekende.
Ook gebeurde bijna hetzelfde in seizoen 1975-1976 in de veldcompetitie. ROHDA had na de reguliere competitie 14 punten uit 18 wedstrijden en stond op een gedeelde degradatieplaats, samen met De Danaïden. Er moest een beslissingsduel gespeeld worden om te bepalen welke ploeg als negende zou eindigen en dus zou degraderen. Deze wedstrijd werd gespeeld op 7 juni 1976 en werd gewonnen door ROHDA met 12-10, waardoor ROHDA zich ternauwernood handhaafde.
In het jaar erop, 1976-1977, gebeurde het dan toch. In de veldcompetitie verzamelde ROHDA slechts elf punten en degradeerde de ploeg uit de Hoofdklasse. Wel maakte de ploeg promotie in de zaal, terug naar de Hoofdklasse. Dit zou het laatste jaar zijn van Poelstra als speler. Hij stopte op 37-jarige leeftijd.

## Erelijst als speler
- Nederlands kampioen veldkorfbal, 2× (1963, 1966)
- Nederlands kampioen zaalkorfbal, 1× (1964)
- Europacup kampioen veldkorfbal, 1× (1972)

## Internationaal
Om korfbal meer bekendheid te geven in het buitenland speelde Poelstra in 1970 een aantal demonstratiewedstrijden in Spanje. Dit gebeurde in samengestelde Nederlandse teams, waar onder anderen ook Wil Reuter en Hans Pouw in meespeelden.

## Coachingscarrière

### ROHDA, eerste termijn
In 1981 ging ROHDA op zoek naar een nieuwe hoofdcoach voor het eerste team. Na drie seizoenen vertrok coach Cees van Lunteren en aan Poelstra was de taak om met de ploeg titels te pakken. ROHDA beschikte immers over spelers zoals René Kruse en Peter Schallenberg, die over veel talent beschikten.
In zijn eerste seizoen voor de ploeg, 1981-1982, werd ROHDA in de zaal vierde maar op het veld nipt tweede, op één punt achterstand van de nummer 1, DOS'46. Zo was Poelstra in zijn eerste jaar als hoofdcoach al dicht bij een titel.
In het seizoen erna, 1982-1983, was het wel raak. In de zaal bleef de ploeg steken op een tweede plaats in de Hoofdklasse B, maar in de veldcompetitie bleef ROHDA-concurrent Fortuna met één punt voor en werd het kampioen. 
Iets later, in oktober 1983, nam ROHDA deel aan de Europacup van 1983 als de Nederlands veldkampioen. In de finale won ROHDA van de Belgische opponent Borgerhout met 12-5, waardoor Poelstra nu ook Europees kampioenscoach was geworden.
In de eigen competitie viste ROHDA in seizoen 1983-1984 achter het net. De ploeg miste nipt een plek in de zaalfinale en op het veld werd de ploeg teleurstellend vijfde.
In seizoen 1984-1985 lukte het ROHDA in de zaal wel om een plek in de finale te bemachtigen. Zo speelde ROHDA in de finale tegen PKC, maar het verloor met 18-14.
Na vier seizoenen werd Poelstra vervangen als hoofdcoach en werd Rinus Munnikes aangesteld als nieuwe keuzeheer van de club.

### Tussentijd
Na zijn periode als coach bij ROHDA werd Poelstra coach bij clubs zoals DTV, SAMOS en Ready.

### Return bij ROHDA
In seizoen 1991-1992 was Poelstra coach bij DTV, maar kreeg hij tijdens het seizoen een verzoek vanuit ROHDA. ROHDA had tijdens het seizoen gebroken met coach Janne Engelberts en was op zoek naar een interim-coach die het seizoen kon afmaken. Poelstra accepteerde de job en nam het team onder zich. Op dat moment speelde zijn zoon Taco ook in het eerste team van de club. Onder Poelstra's leiding werd ROHDA in de veldcompetitie eerste, wat voor een nacompetitie zorgde. In de kruisfinale won ROHDA met 13-7 van Oost-Arnhem, waardoor het zich plaatste voor de veldfinale. In deze finale won ROHDA in de best-of-3-serie van Deetos in twee wedstrijden. Hierdoor was ROHDA de veldkampioen. Poelstra werd na deze titel vervangen door Ron Massing.

### Drachten
Van 1992 t/m 1994 had Poelstra geen team onder zijn hoede tot in 1994 Drachten zich meldde. Daar vertrok Jan Wals als hoofdcoach en Poelstra nam de job van hem over.
De ploeg was net in de zaal uit de Hoofdklasse gedegradeerd en Poelstra moest de club weer op niveau krijgen.
In zijn eerste seizoen bij de ploeg, 1994-1995, wist Drachten in de zaalcompetitie promotie te maken naar de Hoofdklasse. Op het veld lukte dat niet.
Zodoende speelde Drachten in seizoen 1995-1996 in de zaal in de Hoofdklasse, maar dit bleek een brug te ver. De ploeg won slechts twee van de veertien wedstrijden en eindigde onderaan Hoofdklasse A, waardoor het degradeerde.
Na twee seizoenen bij Drachten stopte Poelsta hier als coach. Hij werd vervangen door Jan Tiesinga.

## Erelijst als coach
- Nederlands kampioen veldkorfbal, 1× (1983)
- Europacup kampioen veldkorfbal, 1× (1983)